# 天主教特奥菲卢奥托尼教区

File:Regional CNBB Leste 2.png

天主教特奥菲卢奥托尼教区

天主教特奧菲盧奧托尼教區（拉丁語：Dioecesis Otonipolitana）是巴西一個羅馬天主教教區，屬迪亞曼蒂納總教區。
教區成立於1960年11月27日，位於米納斯吉拉斯州東部。2010年有教友340,000人（佔轄區總人口71.3%）、卅八個堂區、卅九名司鐸。現任教區主教為類思·喬治·佩納·維特拉爾。